# كيفن كالاهان
كيفن كالاهان (بالإنجليزية: Kevin Callahan)‏ هو مدير فني أمريكي، ولد في 18 فبراير 1955 في إلميرا في الولايات المتحدة.